# Swedish Open 2018 - Qualificazioni singolare
Le qualificazioni del singolare dello Swedish Open 2018 sono state un torneo di tennis preliminare per accedere alla fase finale della manifestazione. I vincitori dell'ultimo turno sono entrati di diritto nel tabellone principale. In caso di ritiro di uno o più giocatori aventi diritto a questi sono subentrati i lucky loser, ossia i giocatori che hanno perso nell'ultimo turno ma che avevano una classifica più alta rispetto agli altri partecipanti che avevano comunque perso nel turno finale.

## Teste di serie
1. Corentin Moutet (qualificato)
2. Henri Laaksonen (ultimo turno, lucky loser)
3. Calvin Hemery (ultimo turno)
4. Simone Bolelli (qualificato)

1. Cristian Garín (ultimo turno)
2. Juan Ignacio Londero (qualificato)
3. Viktor Galović (ultimo turno)
4. Zdeněk Kolář (qualificato)

## Qualificati
1. Corentin Moutet
2. Juan Ignacio Londero

1. Zdeněk Kolář
2. Simone Bolelli

### Lucky loser
1. Henri Laaksonen

## Tabellone

### Legenda
| - Q = Qualificato - WC = Wild card - LL = Lucky loser | - ALT = Alternate - SE = Special Exempt - PR = Protected Ranking | - w/o = Walkover - r = Ritirato - d = Squalificato |

### Sezione 1
|  | Primo turno | Primo turno     | Primo turno | Primo turno | Primo turno |  |  | Ultimo turno | Ultimo turno    | Ultimo turno | Ultimo turno | Ultimo turno |  |
|  |             |                 |             |             |             |  |  |              |                 |              |              |              |  |
|  | 1           | Corentin Moutet | 0           | 6           | 6           |  |  |              |                 |              |              |              |  |
|  | WC          | Markus Eriksson | 6           | 4           | 2           |  |  | 1            | Corentin Moutet | 6            | 4            | 6            |  |
|  | Alt         | Filip Horanský  | 3           | 7           | 4           |  |  | 5            | Cristian Garín  | 2            | 6            | 3            |  |
|  | 5           | Cristian Garín  | 6           | 5           | 6           |  |  |              |                 |              |              |              |  |

### Sezione 2
|  | Primo turno | Primo turno          | Primo turno          | Primo turno | Primo turno |  |  | Ultimo turno | Ultimo turno         | Ultimo turno         | Ultimo turno | Ultimo turno |  |
|  |             |                      |                      |             |             |  |  |              |                      |                      |              |              |  |
|  | 2           | Henri Laaksonen      | 4                    | 6           | 6           |  |  |              |                      |                      |              |              |  |
|  | PR          | Santiago Giraldo     | 6                    | 2           | 4           |  |  | 2            | Henri Laaksonen      | Henri Laaksonen      | 6            | 4            |  |
|  |             | Miljan Zekić         | Miljan Zekić         | 4           | 0           |  |  | 6            | Juan Ignacio Londero | Juan Ignacio Londero | 7            | 6            |  |
|  | 6           | Juan Ignacio Londero | Juan Ignacio Londero | 6           | 6           |  |  |              |                      |                      |              |              |  |

### Sezione 3
|  | Primo turno | Primo turno             | Primo turno             | Primo turno | Primo turno |  |  | Ultimo turno | Ultimo turno  | Ultimo turno  | Ultimo turno | Ultimo turno |  |
|  |             |                         |                         |             |             |  |  |              |               |               |              |              |  |
|  | 3           | Calvin Hemery           | Calvin Hemery           | 7           | 6           |  |  |              |               |               |              |              |  |
|  | WC          | Rudolf Molleker         | Rudolf Molleker         | 64          | 3           |  |  | 3            | Calvin Hemery | Calvin Hemery | 2            | 1            |  |
|  |             | Daniel Muñoz de la Nava | Daniel Muñoz de la Nava | 2           | 2           |  |  | 8/Alt        | Zdeněk Kolář  | Zdeněk Kolář  | 6            | 6            |  |
|  | 8/Alt       | Zdeněk Kolář            | Zdeněk Kolář            | 6           | 6           |  |  |              |               |               |              |              |  |

### Sezione 4
|  | Primo turno | Primo turno     | Primo turno     | Primo turno | Primo turno |  |  | Ultimo turno | Ultimo turno   | Ultimo turno   | Ultimo turno | Ultimo turno |  |
|  |             |                 |                 |             |             |  |  |              |                |                |              |              |  |
|  | 4           | Simone Bolelli  | Simone Bolelli  | 6           | 6           |  |  |              |                |                |              |              |  |
|  |             | Pedro Martínez  | Pedro Martínez  | 2           | 3           |  |  | 4            | Simone Bolelli | Simone Bolelli | 6            | 6            |  |
|  | PR          | Nicolás Almagro | Nicolás Almagro | 2           | 63          |  |  | 7            | Viktor Galović | Viktor Galović | 4            | 2            |  |
|  | 7           | Viktor Galović  | Viktor Galović  | 6           | 7           |  |  |              |                |                |              |              |  |